# Meister von St. Sigmund
Als Meister von St. Sigmund wird ein spätgotischer Maler bezeichnet, der zwischen 1426 und 1450 im Pustertal im heutigen Südtirol tätig war. Der namentlich nicht bekannte Künstler erhielt seinen Notnamen nach den von ihm 1435 gemalten Bildern auf den Flügeln des Altars in der Kirche des Dorfes St. Sigmund im Pustertal westlich von Kiens.

## Die Flügel des Altars in St. Sigmund
Der Meister von St. Sigmund bemalte die Flügel des Altars in St. Sigmund auf der Innenseite mit vier Szenen aus dem Marienleben, auf der Außenseite sind Heilige wie z. B. der Heilige Christophorus, Patron der Reisenden dargestellt. Eventuell war der Altar, dessen Mittelteil aus Schnitzfiguren besteht, insgesamt eine Stiftung von Adeligen im Pustertal zur Erinnerung an die Geburt des Herzogs Sigmund im Jahr 1427.
Das Retabel ist aus Zirbelholz und gilt als selten gut erhalten. Es zeigt im Hauptschrein drei senkrechte Gefache mit Blendmaßwerk, deren mittleres mit einem Kielbogen überhöht ist. Die untere Bühne zeigt einen Dreifigurenansatz.

## Stil
Stilistisch steht das Werk des Meisters von St. Sigmund am Übergang der Spätgotik zur Renaissance. Der Einfluss der Malerei der italienischen Frührenaissance in Oberitalien z. B. aus Siena ist erkennbar. Das Werk des bis 1450 nachweisbaren Meisters kann als ein Vorläufer des Stils von Michael Pacher gesehen werden, dieser hatte ab etwa 1460 im Pustertal eine Werkstatt.

## Werke
Dem Meister von St. Sigmund werden neben dem Flügelaltar in St. Sigmund einige weitere Werke zugeschrieben, z. B. Die Geburt Christi im Wallraf-Richartz-Museum in Köln.

## Identifizierung
Es wird vorgeschlagen, den Meister von St. Sigmund als Mitarbeiter des Malers Hans von Bruneck oder als diesen selbst zu identifizieren.

## Der Bildschnitzer des Altars in St. Sigmund
Der Bildschnitzer, der die Figuren des Altars in St. Sigmund geschaffen hat, wird manchmal ebenfalls als Meister von St. Sigmund bezeichnet.